# Matjaž Žaucer
Matjaž Žaucer, slovenski fizik in knjižničar * 1945, Ljubljana.

## Življenje in delo
Matjaž Žaucer je leta 1970 diplomiral, 1976 magistriral in leta 1977 doktoriral na Fakulteti za naravoslovje in tehnologijo Univerze v Ljubljani.
Med letoma 1970 in 1977 je delal na Kemijskem inštitutu Boris Kidrič, med letoma 1977 in 1986 v Termiki, med 1986 in 1988 v Inštitutu za elektroniko in vakuumsko tehniko, od leta 1989 do upokojitve leta 2009 pa v Centralni tehniški knjižnici Univerze v Ljubljani, in sicer med letoma 1991 in 2009 kot direktor.
V Centralni tehniški knjižnici v Ljubljani je najprej delal kot vodja Oddelka za standarde, od leta 1991 do upokojitve leta 2009 pa kot ravnatelj. V začetku vodenja se je knjižnica preselila iz stavbe, kjer se je naselila ambasada ZDA na Trg revolucije 3. To je omogočilo uvedbo prostega pristopa do dela gradiva. Ob tem sta bila potrebna tudi nov način postavitve gradiva in notranja reorganizacija dela. Težišče storitev knjižnice je z razvojnih oddelkov v gospodarstvu (ki so se zaradi spremenjenega gospodarskega položaja v prvih letih samostojne Slovenije zmanjšali na eno tretjino) preusmeril na storitve za univerzitetne uporabnike in knjižnica je sčasoma postala univerzitetna knjižnica Univerze v Ljubljani. V knjižnico je pritegnil sodelavce INDOK centrov za strojništvo in elektrotehniko, da je knjižnica lahko postala specializirani informacijski center za tehniko. Knjižnico Fakultete za kemijo in kemijsko tehnologijo je zaradi prostorske stiske na fakulteti delno vključil v CTK. Po preselitvi fakultete z Aškerčeve ceste na Večno pot se je tudi knjižnica vrnila na fakulteto.
Zelo si je prizadeval za koordinirano nabavo tujih znanstvenih revij. Leta 1996 je ustanovil prvi konzorcij za skupno nabavo gradiva, to je bil konzorcij s Fakulteto za kemijo in kemijsko tehnologijo za nakup Chemical Abstracts. Po dveh letih napornih pogajanj je ustanovil prvi konzorcij za nabavo elektronskih revij, in sicer z Inštitutom Jožef Stefan in Kemijskim inštitutom. To je bila osnova za razvoj kasnejših konzorcijev. Ko je ena od ponudnic znanstvenih revij spremenila prodajne pogoje, je s kolegi uspešno izpeljal postopek izbora virov, tako, da so na osnovi podatkov o uporabi, ekonomičnosti in citiranju v člankih slovenskih znanstvenikov oblikovali osnovni nabor, pridružene knjižnice pa so dodale še eno do dve reviji po svoji izbiri. Podobno sistem deluje še naprej.
Na Oddelku za bibliotekarstvo, informacijsko znanost in knjigarstvo Filozofske fakultete Univerze v Ljubljani je sodeloval od študijskega leta 1997/98 do 2006/7 kot predavatelj za predmeta Sodobna organiziranost bibliotekarstva I. in II.

## Priznanja

### Nagrade

#### Naravoslovje
- Prešernova nagrada študentom Univerze v Ljubljani (1970)
- Nagrada Sklada Borisa Kidriča (1972)
- Nagrada Sklada Borisa Kidriča (1978)

#### Tehnika
- Nagrada Raziskovalne skupnosti Občine Ljubljana Bežigrad za inovacije (1985)
- Nagrada za izume in izboljšave Sklada Borisa Kidriča (1988)

#### Družboslovje
- Nagrada Kalanovega sklada (2013)